# Drágszél
Drágszél es un pueblo ubicado en el distrito de Kalocsa, en el condado de Bács-Kiskun, Hungría.

## Superficie
Posee una superficie de 12,59 kilómetros cuadrados.

## Demografía
Hasta 2019 la población era de 285 habitantes, con una densidad de población de 22,64 habitantes por kilómetro cuadrado.